# Pro Terra Alapítvány
Pro Terra Alapítvány egy Gyergyószentmiklóson működő nonprofit szervezet, melyet 1996-ban a román állam törvényeinek megfelelően hoztak létre.

## Tevékenysége
A Pro Terra Alapítvány kultúrával, művészettel, egyéb alkotó tevékenységekkel, tehetségkutatással, tehetséggondozással, hagyományőrzéssel és innovatív cselekedetekkel foglalkozik. Hasonlóan a többi szervezetekhez anyagi alapjait támogatások révén szerzi. A szervezet pályázatokon vesz részt és ő maga is ír ki pályázatokat, mely kulturális, oktatási vagy környezetvédelmi témával kapcsolatos.

## Elismerések
- 2012-ben Pro Terra Alapítványt a Nemzeti Tehetség Program Keretén Belül - Erdélyben elsők között - Tehetségponttá nyilvánították.